# 催化学报
《催化学报》（Chinese Journal of Catalysis），是由中国化学会和中国科学院大连化学物理研究所主办，爱思唯尔（国外）和科学出版社（国内）发行的学术期刊。于1980年创刊，是发行周期为月刊的同行评审科学期刊。主题包含能源、环境、新材料、多相催化、均相催化、生物催化、光催化、有机化工、电催化、表面化学、催化动力学等催化领域。2023年影响因子（Impact Factor, IF）为16.5。是中国大陆地区首个收录于SCI的催化领域期刊。

## 历史
1980年3月，《催化学报》创刊，最初为中文期刊。
2006年，《催化学报》与Elsevier合作出版《催化学报》英文电子版（国际版）期刊《Chinese Journal of Catalysis》最初是每期从中文刊中选出5篇高质量文章译成英文在国际版发表，此后逐年加大国际版发表量。
2015年，《催化学报》变更为英文刊。
2019年，被中国知网评为中国最具国际影响力学术期刊之一。并入选中国科学技术协会科技期刊卓越行动计划重点期刊。

## 关注领域
期刊主要关注催化领域，包括:
- 催化在能源生产、环境保护和新材料、石化产品和精细化学品制备中的应用新趋势
- 具有商业价值的催化剂或模型的基础研究；
- 结构表征的光谱方法
- 具有潜在应用的新催化理论方法
- 均相催化、多相催化
- 催化剂构效关系理论研究。
- 光催化、生物催化、表面科学和催化相关化学动力学的研究

## 主编
- 1985—1994 郭燮贤
- 1994—2014 林励吾
- 2014年至今 李灿、张涛[6]